# 斯科莫羅希 (捷爾諾波爾區)
49°24′24″N 25°43′31″E / 49.40667°N 25.72528°E
斯科莫羅希（羅馬化：Skomorokhy）是烏克蘭的村落，位於該國西部捷爾諾波爾州，由捷爾諾波爾區負責管轄，始建於1450年，面積1.74平方公里，2001年人口547，人口密度每平方公里315.1人。